# KkStB Wasserwagen 0.0
Die kkStB 0.0 war eine Wasserwagenreihe der k.k. Staatsbahnen Österreichs, deren Wasserwagen außer für die kkStB selbst ursprünglich auch für die Istrianer Staatsbahn, für die Dalmatiner Staatsbahn, für die Staats-Eisenbahn-Gesellschaft (StEG), für die Böhmische Nordbahn (BNB), für die Österreichische Lokaleisenbahngesellschaft (ÖLEG) und für einige weitere Lokalbahnen beschafft wurden.
Die kkStB fasste im Zuge der Verstaatlichung diese Wasserwagen unterschiedlicher Dimensionen (vgl. Tabelle) als Reihe 0.0 zusammen.
Die Wasserwagen 0.47–50 wurden 1905 von der kkStB-Werkstätte in Laun aus Tendern der Reihe 22 umgebaut.
Die Wagen 0.01–05, 31 und 49 hatten Vakuumbremse, die übrigen waren ungebremst; 0.31 verfügte über Dampfheizung, 0.01–05 und 0.31 über eine Wasserwärmeeinrichtung.
| kkStB Wasserwagen 0.0 | kkStB Wasserwagen 0.0 | kkStB Wasserwagen 0.0 | kkStB Wasserwagen 0.0 | kkStB Wasserwagen 0.0 | kkStB Wasserwagen 0.0 | kkStB Wasserwagen 0.0 | kkStB Wasserwagen 0.0 | kkStB Wasserwagen 0.0 | kkStB Wasserwagen 0.0 | kkStB Wasserwagen 0.0 | kkStB Wasserwagen 0.0 | kkStB Wasserwagen 0.0 | kkStB Wasserwagen 0.0 | kkStB Wasserwagen 0.0 |
| --------------------- | --- | --- | --- | --- | --- | --- | --- | --- | --- | --- | --- | --- | --- | --- |
| kein Bild vorhanden   | | | | | | | | | | | | | | |
|                       | 0.01–05 | 0.06–0.10 | 0.11–13 | 0.21 | 0.22 | 0.23 | 0.24 | 0.25 | 0.26 | 0.31 | 0.33 | 0.41–45 | 0.46 | 0.47–50 |
| Hersteller:           | Ringhoffer, Wiener Neustädter Lokomotivfabrik, Lokomotivfabrik der StEG, Werkstätte der kkStB in Laun | Ringhoffer, Wiener Neustädter Lokomotivfabrik, Lokomotivfabrik der StEG, Werkstätte der kkStB in Laun | Ringhoffer, Wiener Neustädter Lokomotivfabrik, Lokomotivfabrik der StEG, Werkstätte der kkStB in Laun | Ringhoffer, Wiener Neustädter Lokomotivfabrik, Lokomotivfabrik der StEG, Werkstätte der kkStB in Laun | Ringhoffer, Wiener Neustädter Lokomotivfabrik, Lokomotivfabrik der StEG, Werkstätte der kkStB in Laun | Ringhoffer, Wiener Neustädter Lokomotivfabrik, Lokomotivfabrik der StEG, Werkstätte der kkStB in Laun | Ringhoffer, Wiener Neustädter Lokomotivfabrik, Lokomotivfabrik der StEG, Werkstätte der kkStB in Laun | Ringhoffer, Wiener Neustädter Lokomotivfabrik, Lokomotivfabrik der StEG, Werkstätte der kkStB in Laun | Ringhoffer, Wiener Neustädter Lokomotivfabrik, Lokomotivfabrik der StEG, Werkstätte der kkStB in Laun | Ringhoffer, Wiener Neustädter Lokomotivfabrik, Lokomotivfabrik der StEG, Werkstätte der kkStB in Laun | Ringhoffer, Wiener Neustädter Lokomotivfabrik, Lokomotivfabrik der StEG, Werkstätte der kkStB in Laun | Ringhoffer, Wiener Neustädter Lokomotivfabrik, Lokomotivfabrik der StEG, Werkstätte der kkStB in Laun | Ringhoffer, Wiener Neustädter Lokomotivfabrik, Lokomotivfabrik der StEG, Werkstätte der kkStB in Laun | Ringhoffer, Wiener Neustädter Lokomotivfabrik, Lokomotivfabrik der StEG, Werkstätte der kkStB in Laun |
| Anzahl:               | 31 | 31 | 31 | 31 | 31 | 31 | 31 | 31 | 31 | 31 | 31 | 31 | 31 | 31 |
| Nummerierung:         | Istrianer Staatsbahn W 13391–13395, Dalmatiner Staatsbahn W 13396–13398, StEG 20030–20042, Lokalbahn Časlau–Zawratetz–Třemošnitz R 29004, BNB Tender 14.22, kkStB 0.01–0.13, 0.21–26, 0.31, 0.33, 0.41–50 | Istrianer Staatsbahn W 13391–13395, Dalmatiner Staatsbahn W 13396–13398, StEG 20030–20042, Lokalbahn Časlau–Zawratetz–Třemošnitz R 29004, BNB Tender 14.22, kkStB 0.01–0.13, 0.21–26, 0.31, 0.33, 0.41–50 | Istrianer Staatsbahn W 13391–13395, Dalmatiner Staatsbahn W 13396–13398, StEG 20030–20042, Lokalbahn Časlau–Zawratetz–Třemošnitz R 29004, BNB Tender 14.22, kkStB 0.01–0.13, 0.21–26, 0.31, 0.33, 0.41–50 | Istrianer Staatsbahn W 13391–13395, Dalmatiner Staatsbahn W 13396–13398, StEG 20030–20042, Lokalbahn Časlau–Zawratetz–Třemošnitz R 29004, BNB Tender 14.22, kkStB 0.01–0.13, 0.21–26, 0.31, 0.33, 0.41–50 | Istrianer Staatsbahn W 13391–13395, Dalmatiner Staatsbahn W 13396–13398, StEG 20030–20042, Lokalbahn Časlau–Zawratetz–Třemošnitz R 29004, BNB Tender 14.22, kkStB 0.01–0.13, 0.21–26, 0.31, 0.33, 0.41–50 | Istrianer Staatsbahn W 13391–13395, Dalmatiner Staatsbahn W 13396–13398, StEG 20030–20042, Lokalbahn Časlau–Zawratetz–Třemošnitz R 29004, BNB Tender 14.22, kkStB 0.01–0.13, 0.21–26, 0.31, 0.33, 0.41–50 | Istrianer Staatsbahn W 13391–13395, Dalmatiner Staatsbahn W 13396–13398, StEG 20030–20042, Lokalbahn Časlau–Zawratetz–Třemošnitz R 29004, BNB Tender 14.22, kkStB 0.01–0.13, 0.21–26, 0.31, 0.33, 0.41–50 | Istrianer Staatsbahn W 13391–13395, Dalmatiner Staatsbahn W 13396–13398, StEG 20030–20042, Lokalbahn Časlau–Zawratetz–Třemošnitz R 29004, BNB Tender 14.22, kkStB 0.01–0.13, 0.21–26, 0.31, 0.33, 0.41–50 | Istrianer Staatsbahn W 13391–13395, Dalmatiner Staatsbahn W 13396–13398, StEG 20030–20042, Lokalbahn Časlau–Zawratetz–Třemošnitz R 29004, BNB Tender 14.22, kkStB 0.01–0.13, 0.21–26, 0.31, 0.33, 0.41–50 | Istrianer Staatsbahn W 13391–13395, Dalmatiner Staatsbahn W 13396–13398, StEG 20030–20042, Lokalbahn Časlau–Zawratetz–Třemošnitz R 29004, BNB Tender 14.22, kkStB 0.01–0.13, 0.21–26, 0.31, 0.33, 0.41–50 | Istrianer Staatsbahn W 13391–13395, Dalmatiner Staatsbahn W 13396–13398, StEG 20030–20042, Lokalbahn Časlau–Zawratetz–Třemošnitz R 29004, BNB Tender 14.22, kkStB 0.01–0.13, 0.21–26, 0.31, 0.33, 0.41–50 | Istrianer Staatsbahn W 13391–13395, Dalmatiner Staatsbahn W 13396–13398, StEG 20030–20042, Lokalbahn Časlau–Zawratetz–Třemošnitz R 29004, BNB Tender 14.22, kkStB 0.01–0.13, 0.21–26, 0.31, 0.33, 0.41–50 | Istrianer Staatsbahn W 13391–13395, Dalmatiner Staatsbahn W 13396–13398, StEG 20030–20042, Lokalbahn Časlau–Zawratetz–Třemošnitz R 29004, BNB Tender 14.22, kkStB 0.01–0.13, 0.21–26, 0.31, 0.33, 0.41–50 | Istrianer Staatsbahn W 13391–13395, Dalmatiner Staatsbahn W 13396–13398, StEG 20030–20042, Lokalbahn Časlau–Zawratetz–Třemošnitz R 29004, BNB Tender 14.22, kkStB 0.01–0.13, 0.21–26, 0.31, 0.33, 0.41–50 |
| Baujahr:              | 1887 | 1876 | 1877 | 1854 | 1861 | 1862 | 1866 | 1884 | 1881 | 1894 | 1869 1912 | 1882 | 1882 | 1905 |
| Ausmusterung:         | k. A. | k. A. | k. A. | k. A. | k. A. | k. A. | k. A. | k. A. | k. A. | k. A. | k. A. | k. A. | k. A. | k. A. |
| Bauart:               | zweiachsig | dreiachsig | dreiachsig | dreiachsig | dreiachsig | dreiachsig | dreiachsig | dreiachsig | dreiachsig | dreiachsig | dreiachsig | dreiachsig | dreiachsig | dreiachsig |
| Radstand:             | 2.600 mm | 3.000 mm | 2.900 mm | 3.160 mm | 3.160 mm | 3.160 mm | 3.160 mm | 2.900 mm | 3.600 mm | 4.100 mm | 3.160 mm | 3.600 mm | 3.600 mm | 3.600 mm |
| Raddurchmesser:       | 995 mm | 1.086 mm | 1.065 mm | 1.100 mm | 1.100 mm | 1.100 mm | 956 mm | 1.052 mm | 890 mm | 995 mm | 990 mm | 900 mm | 900 mm | 995 mm |
| Leermasse:            | 9,1 t | 12,0 t | 12,0 t | 11,0 t | 12,1 t | 12,0 t | 11,9 t | 10,4 t | 7,3 t | 10,9 t | 14,7 t | 8,5 t | 7,5 t | 12,5 t |
| Dienstgewicht:        | 27,0 t | 24,0 t | 24,0 t | 24,5 t | 24,1 t | 20,5 t | 26,8 t | 18,3 t | 22,3 t | 22,9 t | 28,6 t | 23,5 t | 18,0 t | 29,5 t |
| Wasser:               | 11,2 m³ | 12,0 m³ | 12,0 m³ | 13,9 m³ | 12,0 m³ | 8,5 m³ | 14,9 m³ | 8,0 m³ | 15,0 m³ | 12,0 m³ | 13,9 m³ | 15,0 m³ | 10,5 m³ | 17,0 m³ |
| Kohle:                | 7,0 m³ | – | – | – | – | – | – | – | – | – | – | – | – | – |